# Белянские скалки (заповедник)
Беля́нские ска́лки (пол. Bielańskie Skałki) — наименование заповедника в Польше в западной части Кракова на территории Белянско-Тынецкого ландшафтного парка.

## География
Заповедник находится на южных склонах холма Сребрна-Гура, входящего в холмистую систему под названием «Пасмо-Совинец» и южной части Вольского леса поблизости от монастыря камальдулов.

## История
Заповедник «Белянские скалки» был основан в 1957 году для охраны травяного покрова в Вольском лесу. Площадь заповедника составляет 1,73 га. На заповедной территории встречаются различные охраняемые травы ксеротермического лугового покрова и скальные выступы известняков юрского периода.

## Туризм
Через заповедник проходит пешеходная туристическая тропа от краковской улицы Князя Юзефа вдоль западной стены монастыря кальмадулов до аллеи Ведровников в Вольском лесу.